# القيادة العليا للجيوش الألمانية
القيادة العليا للجيوش الألمانية (بالألمانية: Oberkommando des Heeres) (OKH) هي القيادة العليا التي قادت جيوش ألمانيا النازية بين عامي 1936 و1945. وبالرغم من أن القيادة العليا للجيوش الألمانية تتبع القيادة العليا للقوات المسلحة الألمانية (بالألمانية: Oberkommando der Wehrmacht) (OKW) من الناحية النظرية، إلا أنه بعد عام 1941، وبحكم الواقع تولت (OKW) قيادة العمليات مباشرة على الجبهة الغربية في حين تولت (OKH) قيادة العمليات في الجبهة الشرقية.
أما قيادة القوات البحرية والقوات الجوية في عهد الرايخ الثالث فكانت خاضعة للقيادة العليا للقوات البحرية (بالألمانية: Oberkommando der Marine) (OKM) والقيادة العليا للقوات الجوية (بالألمانية: Oberkommando der Luftwaffe) (OKL) على التوالي، والتي كانت هذه تابعة للـ OKW نظريًا، ولكن في واقع الأمر كانت تدار بشكل مستقل تمامًا.
تولى قيادة القيادة العليا للجيوش الألمانية:
- بين عامي 1935 و1938، الفريق فيرنر فون فريتش.
- بين عام 1938 - 19 ديسمبر 1941، الفيلد مارشال فالتر فون بروخيتش.
- من 19 ديسمبر 1941 إلى 30 نيسان 1945، الفوهرر أدولف هتلر.
- من 30 أبريل 1945 إلى 8 مايو 1945، الفيلد مارشال فرديناند شورنر.

بحسب التقاليد الألمانية، فإن مسئولية وضع خطط العمليات لا تقع على عاتق القيادة العليا للجيوش الألمانية، وإنما يتولى ذلك هيئة الأركان العامة، لذا فإن الرجل الأكثر أهمية في الجيش والبحرية هو رئيس هيئة الأركان العامة. وفي وقت لاحق من الحرب، أصبحت مسؤوليات (OKH) بمرور الوقت، مع تولى أدولف هتلر قيادتها، حيث ساعدت (OKW) بصورة مطردة في تخطيط وإدارة العمليات. على سبيل المثال، لم تساهم (OKH) على الإطلاق في التخطيط لغزو النرويج. وفي 28 أبريل 1945 (قبل يومين من انتحار هتلر)، وضع هتلر OKH تحت إمرة OKW، لتكون قيادة الجبهة الشرقية في يد OKW.
كان تصميم علم القيادة غاية في البساطة، من الألوان القومية الألمانية الأساسية (الأحمر والأبيض والأسود والصليب الحديدي).

علم القيادة بين إبريل 1936 وفبراير 1938
علم القيادة بين فبراير 1938 وديسمبر 1941
علم رئيس أركان الجيوش الألمانية